# Nathaniel Kahn
Nathaniel Kahn (Filadélfia, 9 de novembro de 1962) é um cineasta estadunidense. Foi indicado ao Oscar de melhor documentário de longa-metragem na edição de 2004 pela realização da obra My Architect, sobre seu pai Louis Kahn, e na edição de 2007 por Two Hands: The Leon Fleisher Story.